# 8233 Asada
8233 Asada è un asteroide della fascia principale. Scoperto nel 1997, presenta un'orbita caratterizzata da un semiasse maggiore pari a 2,3777122 UA e da un'eccentricità di 0,1823753, inclinata di 5,67536° rispetto all'eclittica.